# Canción del poder popular/Fiesta de San Benito
Canción del poder popular/Fiesta de San Benito è un singolo del gruppo musicale cileno Inti-Illimani, pubblicato nel 1977 ed estratto dall'album Viva Chile!.

## Descrizione
Il singolo è stato pubblicato dall'etichetta discografica spagnola Movieplay in formato 7".
I due brani presenti provengono entrambi dal loro primo album, pubblicato durante l'esilio italiano, Viva Chile!.
Sulla copertina è raffigurata la stessa immagine che compare sulla copertina dell'LP dal quale provengono i brani, nel retrocopertina, oltre ai crediti delle due canzoni e al numero di catalogo 01.02294/6, è presente la scritta "Promoción especial, prohibida su venta".

## Tracce
1. Canción del poder popular (Luis Advis, Julio Rojas)
2. Fiesta de San Benito (tradizionale)